# Il Popolo d'Italia
Ne doit pas être confondu avec Il Popolo (it), journal italien antifasciste.

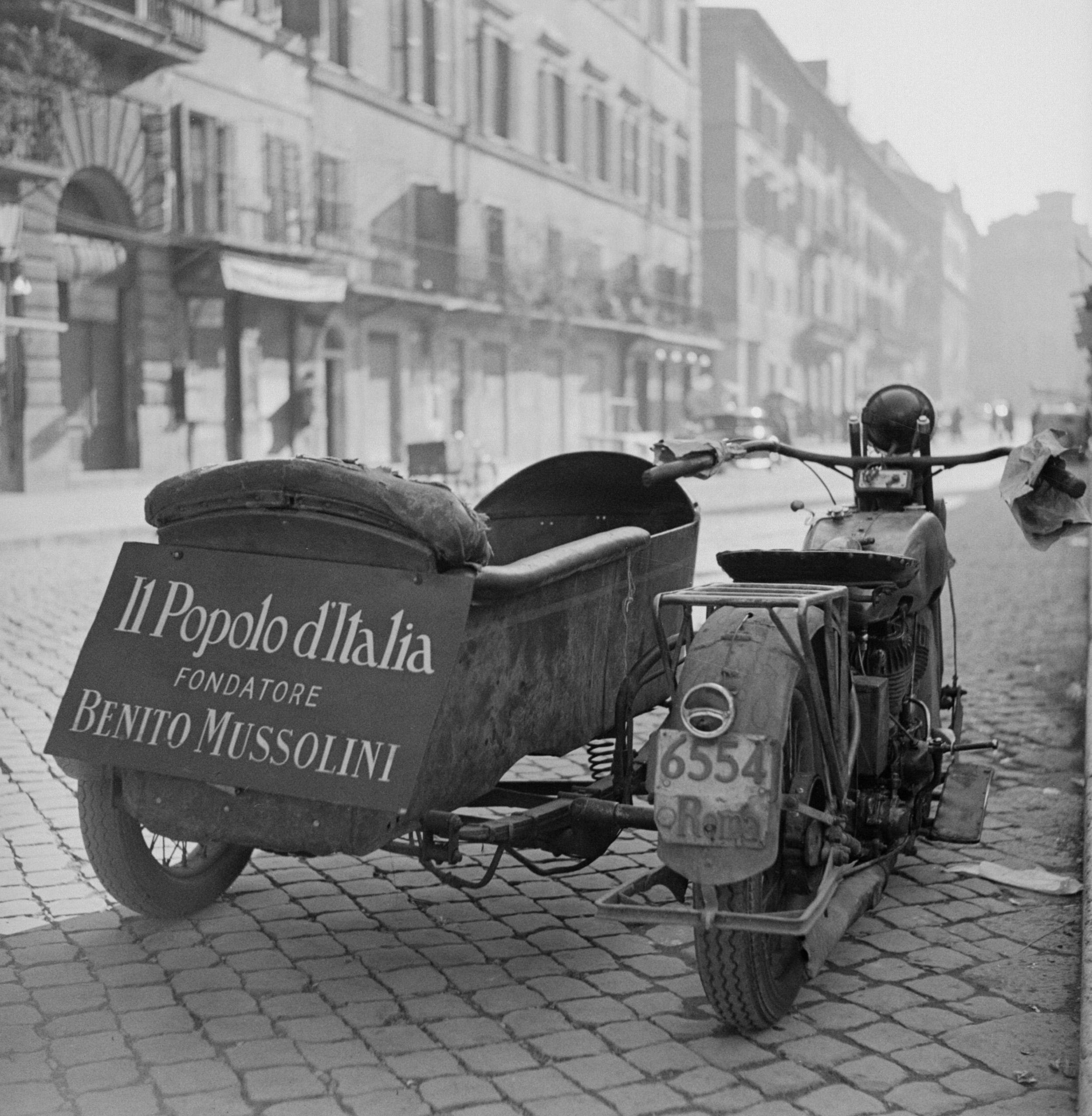
Dans une rue de Rome, en décembre 1937, motocyclette avec side-car portant un marquage publicitaire pour Il Populo d'Italia, en précisant le nom du fondateur : Benito Mussolini.

Il Popolo d’Italia est un quotidien créé le 15 novembre 1914 par Benito Mussolini, antérieurement directeur du journal socialiste Avanti!. Il dure jusqu'au 24 juillet 1943 et est notamment le vecteur de la fondation du mouvement fasciste après la Première Guerre mondiale.

## Contenu éditorial

### 1914-1918: organe de l'interventionnisme de gauche
Dirigeant et étoile montante du parti socialiste italien depuis le congrès de Reggio d'Émilie en 1912, Benito Mussolini, qui dirige le journal du PSI, publie, sous la pression de la gauche interventionniste un article prônant l'entrée en guerre. Ce ralliement provoque l'enthousiasme des journaux de la gauche antineutraliste comme L'Internazionale, Pagine Libere (syndicaliste révolutionnaire), La Voce, L'Iniziativa (républicaine), La Folla (anarchiste), Azione socialista (socialiste). Cependant, s'opposant ainsi officiellement à la ligne du parti, cet article vaut à son auteur d'être écarté de la direction du journal deux jours plus tard. Mussolini veut fonder son propre quotidien dont il veut faire l'organe de l'interventionnisme de gauche et entre en pourparler avec deux dirigeants syndicalistes révolutionnaires A.O. Olivetti et Ottavio Dinale, mais il préfère finalement fonder son propre journal dont le premier numéro sort le 15 novembre 1914. 
Dès son premier numéro et jusqu'en 1918, le journal comme son fondateur continue de se réclamer du socialisme révolutionnaire ; le journal porte sous le titre Il Popolo d'Italia la mention journal socialiste des ouvriers. Le journal place en exergue de son journal deux citations révolutionnaires : à gauche, une phrase d'Auguste Blanqui : « Qui a du fer a du pain » ; à droite, une citation de Napoléon Bonaparte : « La révolution est une idée qui a trouvé des baïonnettes ». Dans l'imaginaire politique de la gauche italienne, les références à la France révolutionnaire et à la Commune de Paris sont très présentes et ces deux épisodes de l’histoire ont en commun de faire se rejoindre l’idée de guerre et celle de révolution. Parmi les collaborateurs réguliers ou épisodiques du journal, on retrouve des personnalités de toutes les tendances de la gauche démocratique ou radicale de Maria Rygier à Pietro Nenni, de Cesare Rossi à Sergio Panunzio, d'Agostino Lanzillo à Margherita Sarfatti. Mussolini a de fait joué un rôle dans l’entrée en guerre de son pays en tant que directeur et éditorialiste du principal organe de l’interventionnisme de gauche,. 
Lénine a vu dans la guerre un puissant levier révolutionnaire qui entraînerait l’effondrement des sociétés capitalistes et une révolte des peuples à l’échelle internationale ; pour Mussolini, il n'y a rien à attendre de l’Internationale dont l'échec à concrétiser la solidarité des travailleurs prouve que pour faire triompher la révolution, passe par la solution des problèmes nationaux. En décembre 1914, Mussolini participe à la fondation du Faisceau d'action révolutionnaire interventionniste, présentés comme les noyaux de la future société socialiste. Les militants politiques qui réclament l'entrée en guerre le font au nom de divers arguments : solidarité jacobine des républicains et des radicaux de tradition romantique et garibaldienne avec la France républicaine contre les Empires centraux réactionnaires et cléricaux ; volonté des syndicalistes et socialistes révolutionnaires de préparer techniquement le prolétariat au combat par la guerre et de forger ainsi en son sein une élite révolutionnaire et combattante.
Le journal reçoit un soutien financier de la France et de la Grande-Bretagne pendant la Première Guerre mondiale afin que celui-ci fasse de la propagande en faveur de l'entrée en guerre de l'Italie aux côtés de l'Entente : à ce titre le journal développe les thèmes de l'irrédentisme, et contribue à la déclaration de guerre de l'Italie à l'empire d'Autriche-Hongrie en 1915. Le journal reçoit un appui financier des socialistes français et des ambassades de France et du Royaume-Uni. Financé en grande partie par l'ambassade de France ou la SFIO dont il rencontre des représentants comme Marcel Cachin, Mussolini est accusé de s'être « vendu à l'or français », mais il est établi que ce financement étranger ne sert pas au financement initial du journal.

### 1918-1922: rupture avec le socialisme et soutien au squadrisme
En 1918, quatre ans après la fondation du journal, Benito Mussolini rejette son ancien parti qu'il considère responsable du désastre militaire de Caporetto. Dans un article, il se dissocie clairement du mouvement socialiste italien qui n’a pas été capable d’accompagner les masses lors des journées insurrectionnelles de juin 1914 et n'a pas su comme il le trouvait souhaitable faire de la guerre un vecteur de la révolution sociale ; il accuse le parti d'avoir eu une attitude ambiguë et de n'en être sorti que pour s’engager dans la voie de la trahison en poussant à la démobilisation du peuple en arme ; de là résultait le désastre de Caporetto, et de cet événement on ne pouvait que conclure selon lui qu'au caractère nuisible de l’organisation dont il avait été l’étoile montante. Dans un article d'août 1918, il officialise son rejet du socialisme. Cela se traduit également en 1918 par le changement de la mention sous le titre de la page de garde qui devient journal des combattants et des entrepreneurs. 
Mussolini a perçu que les anciens combattants en grand nombre formeraient une force influençant l'opinion publique italienne après la guerre ; en 1914, il considérait comme nombre de socialistes révolutionnaires que c'est des anciens combattants que sortirait l'élite du prolétariat. Ayant abandonné l'idée de lutte des classes, il considère cependant toujours comme justifié que les combattants jouent un rôle déterminant dans la révolution et la reconstruction du pays et continua de défendre avec vigueur cette idée dans son journal après la guerre.
Par ailleurs, le journal intègre défend les prétentions territoriales italiennes déçues entre les promesses du pacte de Londres et la réalité de la conférence de Versailles ; il soutient donc Gabriele D'Annunzio lors de la prise de la république de Fiume. Le journal défend l'action des faisceaux italiens de combat créés en 1919, qui après l'échec de l'union des partis la gauche interventionniste et la défaite électorale en 1919, s'allient avec les partis de droite en 1920 avant de se transformer en 1921 en parti national fasciste. Le soutien apporté au squadrisme et à la répression des mouvements sociaux permet le ralliement d'une partie de la bourgeoisie et a pour conséquence l'afflux de nouveaux financements pour le journal qui à la fin de 1920 s'offre une nouvelle imprimerie, via Lovanio, où fut également transférée la rédaction du journal.

### 1922-1943: organe officiel du régime fasciste
Resté attaché à son ancien métier de journaliste, Mussolini arrivé au pouvoir, continue de s'intéresser de près à son journal et à y intervenir régulièrement. Bénito Mussolini développe également dans ses éditoriaux ses idées visant à augmenter le taux de natalité en Italie, ce qui correspond à ladite « bataille des naissances » formant sa politique en 1927. Le journal défend alors toutes les positions du régime comme le corporatisme, et célèbre toutes ses réalisations sociales et économiques. Il défend également les évolutions de la politique étrangère italienne ; ainsi, alors que le racisme y est dénoncé en 1934 par Mussolini comme une menace « contre la civilisation chrétienne hier, contre la civilisation latine aujourd’hui, et demain qui sait contre la civilisation tout court », il n'est plus l'objet de critique à partir de l'alliance avec l'Allemagne nationale-socialiste en 1938 et l'adoption parallèle de lois raciales. 
De 1936 à 1943, son rédacteur en chef est Giorgio Pini ; il prend ses fonctions au moment du traitement de la guerre d'Espagne dans les médias italiens, avec en point d'orgue la bataille de Guadalajara, cependant défaite italienne. À la suite du renversement de Mussolini par le roi, le duce ne souhaite pas la republication de son journal dans le cadre de la République sociale italienne entre 1943 et 1945.

## Directeurs
- Benito Mussolini  (15 novembre 1914 - 30 octobre 1922)
- Arnaldo Mussolini (1er novembre 1922 - 21 décembre 1931)
- Vito Mussolini  (22 décembre 1931 - 25 juillet 1943)

## Collaborateurs
- Michele Bianchi - rédacteur en chef.
- Bonafini
- Nicola Bonservizi - assassiné en France par Ernesto Bonomini, anti-fasciste italien exilé.
- Filippo Corridoni
- Lido Caiani
- Giovanni Capodivacca
- Alceste De Ambris
- Ottavio Dinale signe ses textes avec les pseudonymes « Jean Jacques » et « Farinata ».
- Giacomo Di Belsito
- Luigi Freddi - rédacteur et envoyé sous le pseudonyme de « il Fromboliere ».
- Mario Girardon premier correspondant à l'étranger, à Paris.
- Manlio Morgagni administrateur, il sera par la suite le rédacteur de l'agence officielle du régime fasciste, la Stefani.
- Ugo Marchetti  -  « prêté » par le Resto del Carlino.
- Angelo Oliviero Olivetti - syndicaliste révolutionnaire, déjà directeur de la revue Pagine Libere.
- Piero Parini - rédacteur et envoyé à l'étranger en particulier auprès de la Société des Nations
- Massimo Rocca - déjà collaborateur de l'Avanti!. Il signe aussi sous le pseudonyme de « Libero Tancredi ».
- Arturo Rossato dit Arros.
- Maria Rygier
- Margherita Sarfatti critique d'art
- Gaetano Serrani
- Scipio Slataper- rédacteur qui laissera sa place à Giuseppe Prezzolini.
- Luigi Somazzi - provient du Resto del Carlino comme Marchetti.
- Roberto Suster - correspondant à Berlin jusqu'en 1926.
- Giuseppe Ungaretti - poète italien.

## Refondation
Le journal est relancé en 1998 par Giuseppe Martorana, fondateur du Nuovo Ordine Nazionale ; il est publié à Milan.[réf. souhaitée]